# The Bentley London
Pour les articles homonymes, voir Bentley.
Le Bentley London est un hôtel de luxe 5 étoiles AA situé à Londres, au Royaume-Uni.

## Situation et accès
Il est situé au 27-33 Harrington Gardens au sud de Kensington, entre Cromwell Road au nord et Brompton Road au sud, à proximité de certains des principaux musées de Londres, notamment le Natural History Museum, le Victoria and Albert Museum et d'autres sites remarquables comme le Royal Albert hall, Sloane Square et le Royal Court Theatre, et les boutiques de Knightsbridge tels que Harrods et Harvey Nichols.
La station de métro la plus proche est Gloucester Road, où circulent les trains des lignes  Circle  District  Piccadilly.

## Description
L'hôtel contient 64 chambres,. Le bâtiment a été construit en 1880, il a rejoint le groupe Hilton comme franchise en octobre 2008 et a été ajouté à la collection élite Waldorf-Astoria le 12 mars 2009. Depuis janvier 2012, le Bentley Hotel est un hôtel de luxe autonome, sans association avec Hilton ou Waldorf Astoria.

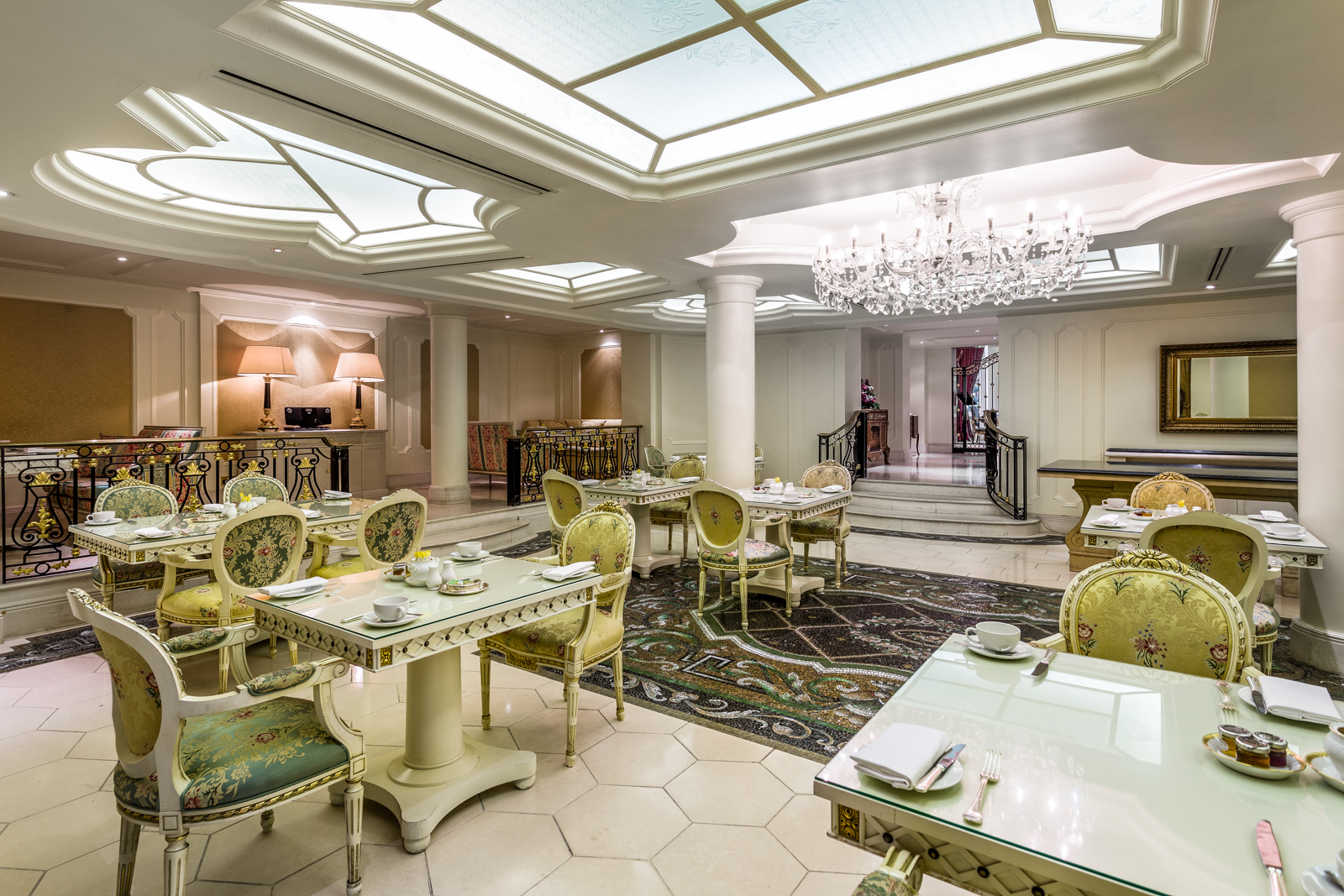
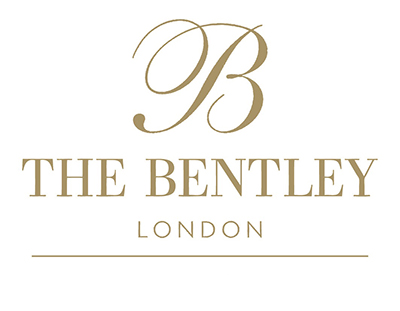
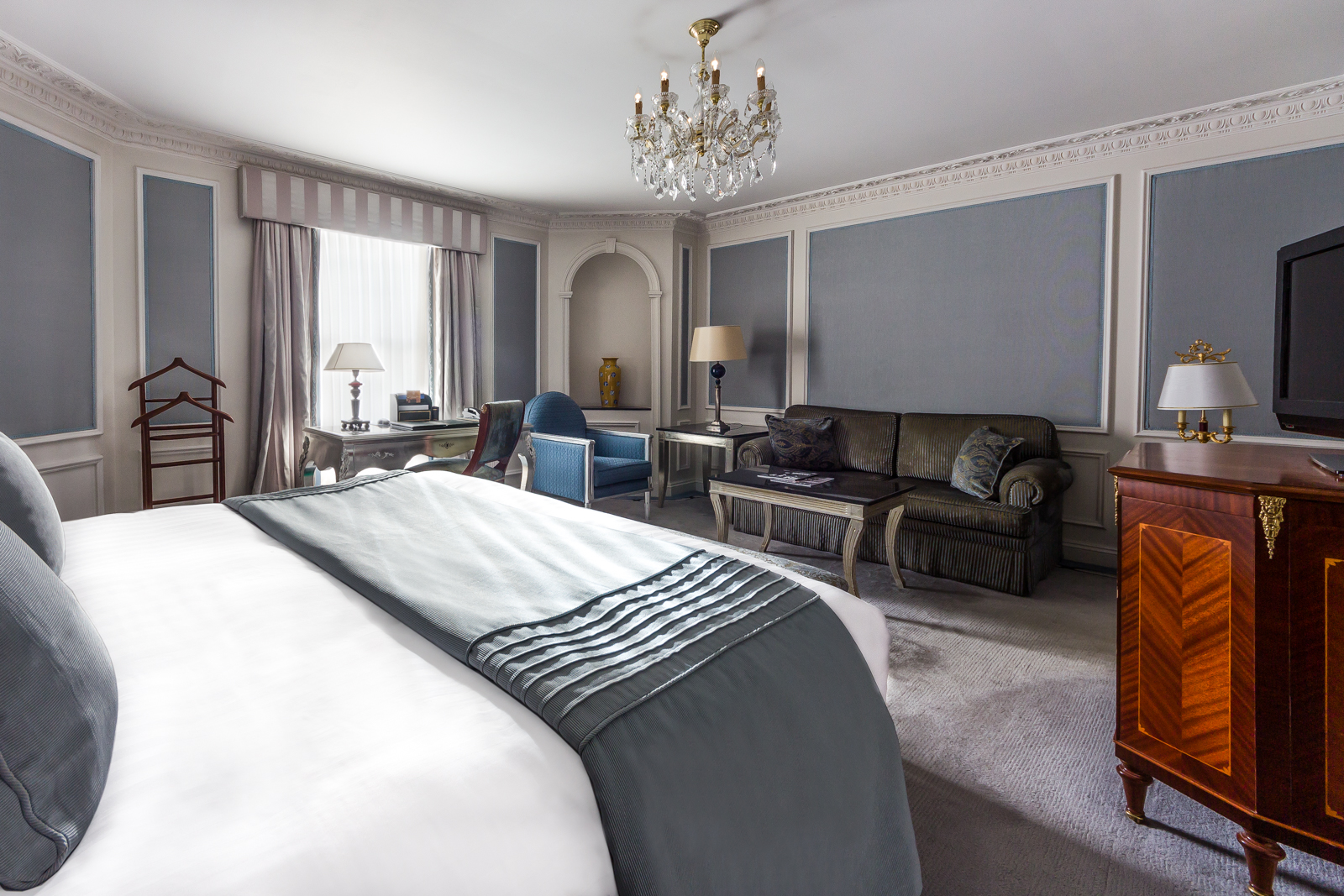